# پل راجر
پل راجر (انگلیسی: Pol Roger) شرکت نوشیدنی فرانسوی است، که در سال ۱۸۴۹ تأسیس شد.